# 平衡感覚

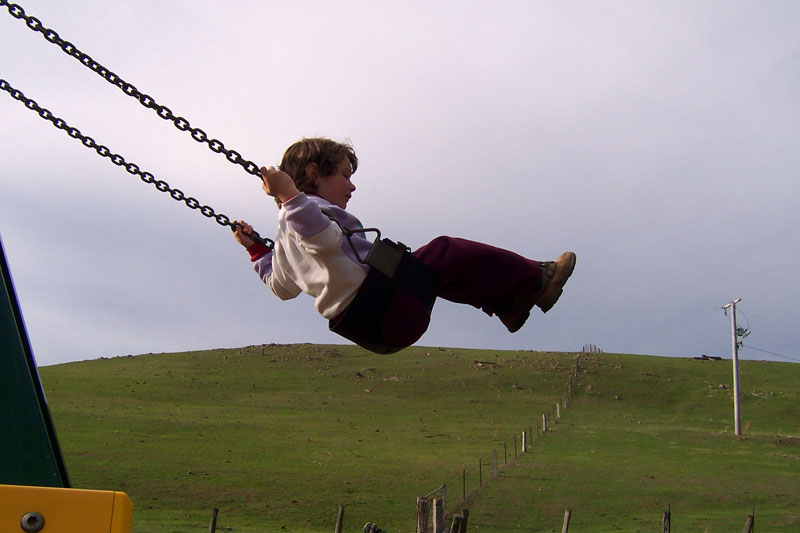
ブランコで揺られることは三半規管の機能強化・平衡感覚の向上に役立つ

平衡感覚（へいこうかんかく、英：sense of equilibrium、独：Gleichgewichtssinn）は、生体が運動している時や重力に対して傾いた状態にある時に、これを察知する働きである。平衡知覚とも呼ばれる。

## 概要
体がどちらを向いているか、どれくらい傾いているか、動いているかどうかといった情報は運動能力のある生物においては重要である。このような情報を受け取るのが平衡感覚である。一般的に、これは体に働く加速度を受け取る形で得られ、それを受容する装置は、以下のものがある。
- 無脊椎動物においては、平衡胞（英語版）[1]。
- 脊椎動物においては、内耳内にある耳石
- 植物においては、平衡細胞

## ヒトの平衡感覚

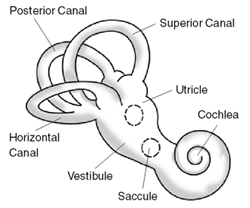
左上が三半規管、右下が蝸牛

平衡感覚は内耳の前庭で受容される前庭感覚 vestibular sensation と同義に考えられることが多いが、体の平衡には前庭感覚の他に深部感覚や皮膚感覚、また殊に視覚が重要に作用する。前庭器系、視器系、深部感覚系の3系統が有機的に働き、前庭眼反射回路、眼運動反射回路、深部感覚運動系、自律神経系反射系が、脳幹、小脳、大脳、視床下部その他の感覚器官と連携することで平衡感覚の機能が維持されるといわれている。
前庭には角加速度を受容する三半規管（骨半規官）と直線加速度を受容する球形嚢、卵形嚢がある。いずれも二重の嚢構造をもち、外側の嚢は外リンパ、内側の嚢は内リンパで満たされている。内リンパ嚢には刺激を受けやすい受容器があり、受容細胞は聴器の蝸牛と同様に有毛細胞である。一次求心神経は内耳神経（第VIII脳神経）のうちの前庭神経で、これが橋・延髄の前庭神経核に入り、ここからの出力は脊髄、眼筋運動ニューロン、小脳、網様体、視床・大脳皮質、視床下部へと複雑に分枝するが、ほとんどが反射的調節に寄与する。
ハーバード大学医学部によると、平衡感覚が優れている人は長生きする傾向がある。

### 迷路反射
迷路を刺激して現れる反射を迷路反射（英：labyrinthine reflex、独：Labyrinthreflex）といい、前庭眼反射、前庭脊髄反射、前庭自律神経反射がある。前庭眼反射は迷路刺激による眼振（眼球振盪。眼球の不随意的往復運動）として現れ、前庭脊髄反射は迷路刺激によって現れる体平衡の異常をいう。また前庭自律神経反射は迷路刺激によって現れる自律神経反射であり、めまい感、悪心、嘔吐を含む。
乗り物酔いなどの動揺病（加速度病）は前庭から視床下部への過度の信号により自律神経系に異常を来すため起こるものとされる。

#### 前庭眼反射
前庭刺激によって起こる眼球運動系の反射が前庭眼反射（英：vestibulo-ocular reflex、独：vestibulookulärer Reflex）である。代表的なものとして眼振、回転刺激などにより現れる回旋性眼振がある。現れる眼球振盪の緩徐相速度は、入力する刺激の大きさに相関する。この反射路は前庭感覚器より前庭神経、前庭神経核を経由して内側縦束、網様体を通り、眼球運動核に至る経路が最も代表的である。

## 平衡機能障害
平衡機能障害（英：disequilibrium、独：Gleichgewichtsstörung）は反射系と中枢系の連携障害、体平衡系の異常によって起こる現象で、原因を大別すれば、内耳を含めた末梢神経系（前庭系）の障害と中枢神経系の障害とがある。
末梢前庭系の病態による障害では、急性に発症する場合と緩やかに発症する場合とで病態が異なる。急性期の発症では反復性のめまいとともに方向一定性眼振、耳症状を伴う。頭位変化が大きく影響し、嘔吐が見られることがある。主に内耳障害、メニエール病、耳硬化症、突発性難聴などがある。比較的緩やかに進行する場合には中枢性の代償によりめまい感、眼振は少ない。
一方、中枢神経系の病態により発症する平衡機能障害は注視方向性眼振や他の神経症状を伴う。主に小脳や脳幹など体平衡に関係する部分の異常による循環障害（脳血管障害など）、変性疾患、腫瘍などがある。中枢系の病態に認められるめまいは軽症ではあるが持続性である。

## 平衡機能検査
平衡機能検査（英：balance test、独：Gleichgewichtsprüfung）は体平衡の機能検査に用いられるもので、主なものに眼振を含む眼球運動の検査と身体動揺の検査がある。眼振の検査は自発眼振 spontaneous nystagmus （末梢、中枢を問わず、前庭系が障害された場合に見られる病的な眼振）の検査および誘発眼振 induced nystagmus の検査に分けられ、肉眼観察やフレンツェル眼鏡（潜在的な眼振を含む眼球運動、瞳孔不同の観察に用いられる凸レンズでできた眼鏡）での観察、眼振計（ENG）による記録、コンピュータによる詳細分析が行われる。
誘発眼振の検査法には、迷路刺激により誘発される迷路刺激眼振に対する前庭刺激検査法として主に温度眼振検査や回転眼振検査がある。他に直流通電の刺激によって誘発される眼振を検査するものもある。また視覚刺激により誘発される眼振や眼球運動の検査法として視運動性眼振検査や視標追跡検査などがある。眼振急速相（眼振緩徐相により偏位した眼球を急速に中央に戻す時に見られる速い眼球運動）の速度異常などは肉眼観察や眼振計では十分な検査ができないため、コンピュータ解析による検査を行う。
一方、体平衡に関する機能検査では主に重心動揺の変化を調べ、重心動揺の変化をグラフに記録する他、コンピュータ解析により重心動揺の周波数特性や一定時間内での総軌跡長などの検査が行われる。

### 眼球運動の検査

#### 温度眼振検査
温度眼振検査では、仰臥位で頭部を30度挙上、温水、冷水を外耳道に注入する。体温より低い温度で刺激された場合には眼振急速相が対側を向き、体温より高い温度で刺激された場合には眼振急速相が同側を向く。温度眼振検査の臨床的意義は、1側迷路の機能を個々に判定し、1側の半規管機能低下を検出できることである。この検査法は外側半規管の機能を検査するもので前半規管や後半規管の機能検査ではないが、これにより外側半規管における前庭機能異常の有無を代表させることが多い。別名カロリック検査(又はカロリックテスト)という。

#### 回転眼振検査
回転試験、クプロメトリーともいう。迷路に回転刺激を与えて眼振を誘発し、前庭系の異常の有無を検査する方法である。回転眼振検査においては、回転中眼振は回転方向に眼振が現れるが、回転後眼振は回転方向と反対の方向に眼振が現れる。検査法は座位で頭位を前屈し、外側半規管を水平にして左右への回転を行う。それにより内リンパ流を発症させて外側半規管のクプラを偏倚させると、その信号が中枢前庭系で変換され、眼振として出現する。回転方法として、旧来のバラニー回転法では、20秒間10回転と180度/秒の速度で回転し、急停止後に眼振の持続時間を左右比較する。他に等速度回転後に停止させる方法、クプロメトル方式、コンピュータでの詳細分析などがある。回転眼振検査では1側の前庭機能を個々に検査し、代償過程の検討に有効である。

#### 頭位眼振検査
頭位変化により現れる眼振の検査法である。一般に眼振は注視により抑制されるため、注視眼振を誘発するなどの場合を除き、多くは非注視下（フレンツェル眼鏡、暗所開眼下、眼振計による記録など）で検査される。頭位眼振検査では頭位を緩徐に変化させ、耳石刺激により現れる眼振を検査する。
また頭位変換眼振検査では急激に頭位を変化させ、半規管刺激により現れる眼振を検査する。

#### 視標追跡検査
視標追跡検査（ETT）は正面を移動する視標を眼で追わせる検査法である。肉眼観察と眼振計による記録があり、近年は眼振計による記録の分析が行われる。主な刺激方法として水平方向、垂直方向への刺激がある。正常な場合には円滑な眼球運動が観察されるが、小脳や脳幹などに障害がある場合には追跡眼球運動が円滑に行われないことが多い。

### 身体動揺の検査

#### 重心動揺計検査
直立姿勢では常にわずかな動揺を繰り返しながら動的平衡が維持される。重心計はこの動揺を体重心の移動として前後左右上下の各方向から計測し、モーメント（体重に距離を乗じて得た値）、もしくは移動距離として出力、記録するが、データ処理装置を使用するとより正確な結果が得られる。平衡機能は起立制御、平衡維持に働く各受容器、中枢神経系の機能などに左右されるため、平衡機能障害、メニエール病、難聴などのめまい検査、脳腫瘍、てんかんの検査、直立能力測定などに用いられる。
重心動揺計検査は検出台に直立した被検者の身体動揺を床反力の変化としてとらえるもので、XY記録計などの重心動揺計により開眼状態、閉眼状態における重心動揺の変化を記録する。以前は波形の定性的な観察が行われていたが、近年はコンピュータによる周波数分析、総軌跡長、動揺速度などの定量的分析が行われる。